# Zero Hour!
 Zero Hour! és una pel·lícula estatunidenca dirigida per Hall Bartlett, estrenada el 1957.
La pel·lícula és gairebé completament parodiada per la pel·lícula humorística més coneguda Airport.
Zero Hour! és de fet un remake d'un telefilm canadenc difós el 1956 Flight Into Danger. Part de la seva notorietat resideix que la reeixida pel·lícula Airplane! (1980), s'hi basa per al seu propi guió, fins al punt que n'agafa passatges complets, paraula per paraula. Això va poder fer-se a causa que els autors de la comèdia van comprar els drets de Zero Hour! per evitar possibles problemes.

## Argument
Ted Stryker és un expilot militar canadenc que es culpa de la mort dels membres del seu esquadró durant la Segona Guerra Mundial, la qual cosa, malgrat el pas dels anys, el segueix torturant i li produeix por a volar i a tornar a pilotar. Això provoca que un dia Elena, la seva dona, decideixi abandonar-lo. Malgrat la seva fòbia, Ted arriba a l'aeroport a temps per comprar un passatge per al mateix vol a Vancouver que ha pres la seva dona. Durant la travessia, part del passatge i de la tripulació -entre ells, els pilots- pateix un infecció bacteriològica pel menjar en mal estat. És llavors quan es descobreix que Ted és l'únic passatger capacitat per prendre el control de l'avió.

## Notorietat
Els drets de la pel·lícula van ser comprats per la producció d'Airport , donant-los el dret d'emprar de nou el guió en gairebé la seva totalitat.

## Repartiment
- Dana Andrews: Tinent Ted Stryker
- Linda Darnell: Ellen Stryker
- Sterling Hayden: Capità Martin Treleaven
- Elroy Hirsch: Capitaine Bill Wilson
- Geoffrey Toone: Doctor Baird
- Peggy King: Janet Turner
- Charles Quinlivan: Harry Burdick
- Patricia Tiernan: Madame Joan Wilson